# 秘匿情報検査
秘匿情報検査（ひとくじょうほうけんさ、 concealed information test）または有罪知識質問法（ゆうざいちしきしつもんほう、 guilty knowledge test）とは、犯罪の事実を示す項目（裁決項目）と、事実とは異なるが裁決項目と同じカテゴリの項目（非裁決項目）とをランダムに呈示し、それぞれの項目に対する反応の違いから、被検査者が事件に関する知識を有しているかどうかを検討する方法である。
ポリグラフ検査は、俗に「ウソ発見器」と呼ばれるが、実際には、被検査者の供述の真偽それ自体を直接判定することができない。現時点では、ウソをついた場合にこのような生理的変化が起きるというパターンが特定されているわけではないからである。そこで、当該犯罪に直接関与した者でなければ知り得ないような、犯行内容の詳細事実について質問し、特定の犯罪事実について、皮膚コンダクタンス反応 (SCR) や、呼吸運動ならびに心臓血管系に抑制性の変化が認められるときは、当該犯罪についての認識があると判定する。
日本の刑事訴訟実務では、ポリグラフ検査結果回答書について証拠能力を認めた裁判例（最決昭和43年2月8日・刑集22巻2号56頁）がある。なお、被検査者が任意に検査の実施に同意していなければ、原理的に正確な検査結果を得ることが困難であると考えられることから、一般に、強制捜査としてのポリグラフ検査は行われていない。